# Myzomela albigula
El mielero barbiblanco (Myzomela albigula) es una especie de ave paseriforme de la familia Meliphagidae.

## Distribución geográfica
Es endémica del archipiélago de las Luisiadas.

## Subespecies
Se reconocen las siguientes según IOC:
- M. albigula albigula Hartert, 1898 - oeste de las Luisiadas
- M. albigula pallidior Hartert, 1898 - este de las Luisiadas

## Distribución
Se encuentra en las islas de Rossel, Panaeati y Panapompom y varios islotes del archipiélago de las Luisiadas.